# همجوشی دوتریوم

نمایش همجوشی دوتریوم

همجوشی دوتریوم (به انگلیسی: Deuterium fusion)، همچنین به نام سوزاندن دوتریوم، یک واکنش همجوشی هسته‌ای است که در ستاره‌ها و نیز برخی از اجرام پیش‌ستاره‌ای رخ می‌دهد که در آن هسته اتم دوتریوم و یک پروتون برای تشکیل یک هستهٔ هلیم-۳ همجوش می‌شوند. این مرحله به عنوان مرحلهٔ دوم واکنش زنجیره‌ای پروتون پروتون رخ می‌دهد که در آن یک هستهٔ دوتریومِ تشکیل‌شده از دو پروتون، با پروتون دیگری ادغام می‌شود، اما این همجوشی می‌تواند ناشی از هسته‌زایی مه‌بانگی اولیه نیز باشد.

## در پیش‌ستاره‌ها
برای همجوشی دوتریوم آسان‌ترین هستهٔ در دسترس در پیش‌ستاره‌های در حال رشد است. و چنین همجوشی در مرکز پیش‌ستاره‌ها؛ هنگامی که دمای آن‌جا از 106 K. بگذرد می‌تواند انجام گیرد. نرخ واکنش به اندازه‌ای به این درجهٔ حرارت به شدت حساس است که درجهٔ دما آن چندان فراتر نمی‌رود. انرژی تولید شده توسط همجوشی از راه همرفت حرارتی گرما به سطح پیش‌ستاره منتقل می‌شود.